# Profezia di Malachia
La Profezia di Malachia (il cui titolo originale in latino è Prophetia Sancti Malachiae Archiepiscopi, de Summis Pontificibus) è un testo attribuito a san Malachia, arcivescovo di Armagh vissuto nel XII secolo, contenente 112 brevi motti in latino che descriverebbero i papi (compresi alcuni antipapi) a partire da Celestino II, eletto nel 1143.
Dopo i motti, al termine della profezia, è presente un testo in latino che prevederebbe, durante il pontificato di un certo Petrus Romanus, la distruzione di una città dai sette colli e il giudizio finale.
Sebbene non si sia certi dell'autore del documento, la tesi consolidata presso gli storici è che il manoscritto sia un falso storico, redatto nella seconda metà del XVI secolo.

## Origine e natura del testo
La profezia venne pubblicata per la prima volta nel 1595 dallo storico benedettino francese Arnoldo Wion nel suo libro Lignum Vitæ, una storia dell'ordine religioso a cui apparteneva. Wion attribuì la lista a san Malachia, vescovo benedettino di Armagh (in Irlanda), vissuto nel XII secolo, senza però indicare dove si trovasse il manoscritto originale e come ne fosse entrato in contatto. Egli si limitò soltanto a spiegare che la profezia non era mai stata pubblicata prima di allora, ma che in molti già ne conoscevano l'esistenza e fossero pertanto ansiosi di leggerla integralmente. Assieme al testo, Wion pubblicò anche un'interpretazione dei motti di tutti i papi sino al 1590, attribuendola allo storico domenicano spagnolo Alfonso Chacón.
Siccome Malachia, nel 1139, ebbe modo di recarsi a Roma per farsi ricevere da papa Innocenzo II in merito a una sua richiesta per i pallii per le sedi arcivescovili di Armagh e di Cashel, nel 1873 François Cucherat ipotizzò che il vescovo avesse avuto proprio durante questa sua visita all'Urbe una visione sui futuri pontefici e che, dunque, li avesse successivamente trascritti in dei motti criptici in latino, il cui manoscritto sarebbe stato infine consegnato al papa. Quest'ultimo lo avrebbe depositato nell'Archivio Segreto Vaticano, dove sarebbe rimasto dimenticato fino alla sua riscoperta, alla fine del XVI secolo, a opera per l'appunto del Wion.

## I motivi di dubbio sull'autenticità
L'autenticità della profezia di Malachia, di cui non si conosce il manoscritto originale ma solo il testo a stampa di Wion, fu messa in dubbio quasi subito da un libro del francescano François Carriere, ristampato quattro volte nel corso del XVII secolo, e venne rigettata anche dagli autorevoli padri bollandisti. Particolarmente approfondita fu la confutazione pubblicata nel 1689 dal gesuita Claude-François Ménestrier, dal titolo Refutation des prophéties faussement attribuées a s. Malachie sur les elections des Papes, tradotta in tedesco e stampata a Lipsia nel 1691 da Cristiano Wagnero. Poco dopo, a seguito della pubblicazione della Additione apologetico-istorica alle Predittioni circa i Sommi pontefici Romani del glorioso Padre S. Malachia di Giovanni Germano, Ménestrier tornò sull'argomento pubblicando La philosophie des images énigmatiques (Parigi, 1694).
Un primo, quasi ovvio, motivo di sospetto è il fatto che, per quattro secoli, non vi sia alcuna fonte che citi il documento o anche solo che ne attesti l'esistenza. Anche nella dettagliata biografia di Malachia scritta da Bernardo di Chiaravalle, contemporaneo e grande amico del santo irlandese, la profezia non viene minimamente menzionata.
Parimenti incongrua è la scelta dei personaggi descritti dai motti: essendo un elenco di papi non sembra logico includervi anche gli antipapi. Tuttavia, nonostante l'antipapa Innocenzo III non sia presente, degli altri dieci antipapi soltanto due vengono effettivamente dichiarati tali, mentre gli altri otto sono accomunati ai papi. Altri dubbi nascono dall'ordine di elencazione: il papa Alessandro III è posposto agli antipapi Vittore IV, Pasquale III e Calisto III, mentre Urbano VI è posposto agli antipapi Clemente VII, Benedetto XIII e Clemente VIII.
Una prova importante a sostegno della falsità dello scritto è data dal fatto che il motto di alcuni fra i papi più antichi venne elaborato sulla base di indicazioni biografiche o araldiche errate, presenti in maniera ugualmente sbagliata nella storia ecclesiastica scritta da Onofrio Panvinio nel 1557 e in altre sue opere. Malachia, quindi, non solo avrebbe saputo con secoli di anticipo notizie sui futuri pontefici, ma addirittura avrebbe commesso gli stessi errori di uno storico vissuto quattrocento anni dopo di lui.
L'ipotesi di un falso cinquecentesco è inoltre confermata dal fatto che i motti latini sono molto precisi per i pontefici antecedenti la fine del XVI secolo, periodo in cui il falso sarebbe stato ultimato, mentre diventano più vaghi e approssimativi per i papi successivi, obbligando a fare largo uso della fantasia per trovare un collegamento fra motti e pontefici.

## Circostanze del falso

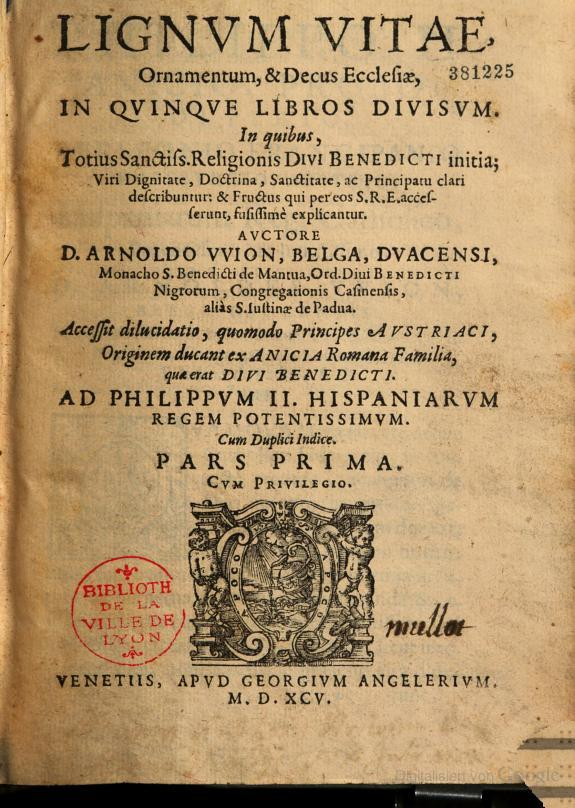
Il frontespizio del Lignum Vitæ del 1595 di Arnoldo Wion.

Gli storici hanno cercato di mettere in luce le circostanze in cui la profezia potrebbe essere stata redatta, ma ancora senza produrre elementi inequivocabilmente probanti. In primo luogo la profezia di Malachia potrebbe rientrare nella consuetudine di usare testi profetici come armi psicologiche, usanza particolarmente diffusa nei momenti di instabilità politica, come, ad esempio, il periodo dello scisma d'Occidente. L'astrologo o il profeta, che tradizionalmente miravano a compiacere le mire del potente di turno, potevano utilizzare i pronostici come arma per influenzare gli eventi, prospettando come sicuri e inevitabili gli sviluppi più congeniali a loro o ai loro committenti.
Favorito dalla diffusione della stampa, il genere profetico ebbe un nuovo momento di grande popolarità in Italia fra il 1494 e il 1530, restando comunque vivo anche nei decenni successivi. Nel 1515 furono dati alle stampe anche i Vaticinia de Summis Pontificibus, una profezia medievale sui pontefici, risalente forse alla fine del XIII secolo, falsamente attribuita a Gioacchino da Fiore. I Vaticinia vennero poi nuovamente stampati a Venezia nel 1589 con note e interpretazioni di Pasqualino Regiselmo.
In questo quadro non sorprende che il genere della profezia possa esser stato utilizzato anche per influenzare l'esito dei conclavi o più semplicemente per trarre qualche profitto economico dalle attese dei papabili e dei loro congiunti non appena si fosse profilata la prospettiva di un prossimo decesso del pontefice in carica.
Nel caso della profezia di Malachia l'attenzione degli studiosi, fra cui per primo Claude-François Ménestrier, cadde sul 75° motto, Ex antiquitate urbis, un riferimento estremamente vago, soprattutto in Italia, dove moltissime città e centri minori esistono da tempo immemorabile. Una profezia, quindi, facilmente confermabile dall'esito di un conclave. Al tempo stesso, il motto era particolarmente aderente alle caratteristiche di uno specifico candidato, il cardinale Girolamo Simoncelli, nato a Orvieto (Urbs vetus, in latino, cioè "città antica" per antonomasia).
Il motto potrebbe essergli stato dedicato per adulazione, con la speranza di trarre concreti benefici dalla sua ambizione al papato, oppure addirittura potrebbe essere stato commissionato da suoi sostenitori e fatto circolare nella curia vaticana per influire su un imminente conclave. Tutto il testo della profezia di Malachia, dunque, potrebbe essere un falso storico costruito solo per creare un contesto di verosimiglianza al motto.
Alla luce di queste considerazioni molti studiosi, a partire come si è detto da Menestrier, hanno avanzato l'ipotesi che il documento sia stato utilizzato inutilmente (o preparato senza essere utilizzato) in occasione del conclave del 1590, che vide l'elezione del milanese Nicolò Sfondrati.
Agli inizi del XX secolo Luigi Fumi attribuì le profezie di Malachia all'opera di un noto falsario cinquecentesco, Alfonso Ceccarelli, i cui rapporti con i familiari di Simoncelli erano solidi e accertati.
Il metodo di lavoro di Ceccarelli, utilizzato ad esempio verso il principe Cybo, era di predisporre falsi documenti antichi o cronache storiche attribuite ad antichi autori (reali o mai esistiti), mediante i quali dimostrare la discendenza di un possibile committente da personaggi o da famiglie illustri del lontano passato. Con questi espedienti, Ceccarelli era in grado di invogliare il possibile committente a finanziare studi storici di approfondimento o ad acquistare copie dei documenti "originali" in suo possesso.
Queste caratteristiche fanno di Ceccarelli il candidato ideale per essere l'autore delle profezie di Malachia. Ceccarelli, tuttavia, fu giustiziato il 9 luglio 1583, sette anni prima del conclave del 1590, e perciò questa attribuzione è dubbia.
Per mantenere l'attribuzione occorre ipotizzare che il manoscritto trascritto da Wion abbia avuto una storia articolata in almeno due momenti diversi. Una prima redazione sarebbe stata predisposta ma non utilizzata da Ceccarelli in data anteriore al 1583, e proprio nel clima di attesa creato dalle profezie sulla malattia e la morte del papa, che circolarono per Gregorio XIII (papa dal 1572 al 1585). Il testo di Ceccarelli, poi, sarebbe stato adattato da parte di altri in previsione o in occasione dei conclavi successivi.
Un articolo del 2015 riporta un carteggio di un nipote del cardinale Giovanni Gerolamo Albani, grazie al quale si ha prova di come le profezie di Malachia esistessero già nel 1587, nella stessa forma poi pubblicata da Wion.  Dato che il motto del 73º papa, Sisto V (1585-1590), è una descrizione del suo stemma, il testo della profezia avrebbe trovato la sua forma finale nel biennio 1585-1587, in previsione del successivo conclave. Nel carteggio Albani alcuni familiari del cardinale si mostrano convinti che il motto "De rore coeli" annunci la futura elezione del loro protettore, collegando il nome Albani (da cui "alba") alla rugiada (ros, roris), in quanto tipico fenomeno mattutino. Il cardinale, infatti, era stato uno dei candidati più votati nel conclave del 1585, avendo quindi alcune effettive possibilità di elezione.
Chiunque sia stato l'autore o gli autori del documento, la tesi praticamente unanime, seguita anche dall'ultima edizione dell'Enciclopedia Cattolica, resta che il manoscritto sia un falso storico, redatto nella seconda metà del XVI secolo.

## Fortuna nel XVII secolo presso il pubblico e la critica
Secondo Giuseppe De Novaes, l'opera di Wion ebbe grande successo: «Varie edizioni ne furono fatte, correndo ognuno a questi libri Sibillini come a fogli caduti dal Cielo». Nel 1601 il domenicano Girolamo Giannini stampò a Venezia i Vaticini dell'abbate Malachia arcivescovo Armacano, tradotti dal latino, ristampati nel 1650 e nel 1689. Negli ultimi decenni del XVII secolo anche il cistercense Giovanni Germano scrisse diversi libri sulla profezia di Malachia. Fu stampata più volte da editori diversi anche la Profezia veridica di tutti i sommi pontefici fino alla fine del mondo fatta da S. Malachia arcivescovo armacano, di cui S. Bernardo scrisse la vita e cavata per opera di un theologo da scrittori autentici. Poco dopo Daniele Guglielmo Mollero pubblicò la Dissertatio historica de Malachia, propheta pontificio (Altdorf, 1706).
Anche alcuni estensori di biografie dei papi o di storia ecclesiastica trattarono l'argomento nelle loro opere. Ad esempio già Louis Coulon, ristampando nel 1673 le sue vite dei papi, segnalò nel frontespizio: Nouvelle edition augmentée de la vie des deux dernier Pontifes et de la Prophetie de S.Malachie. Nell'opera, Coulon commentò tutti i motti fino al 1670, cioè estese di ottant'anni le spiegazioni di Alfonso Chacón. Prudentemente, però, si astenne da ogni valutazione e sottomise ogni cosa «au jugement de la Sainte Eglise». Poco dopo la profezia entrò anche nel famoso dizionario storico-biografico di Louis Moréri, un'opera stampata nel 1674 a Lione, in un solo volume, che venne continuamente corretta e ampliata fino a raggiungere i dieci volumi nell'edizione del 1759.
Anche Pierre le Lorrain, abate di Vallemont, trattò l'argomento delle profezie di Malachia nei suoi Eléments de l'histoire, ou ce qu'il faut savoir de chronologie, de géographie, de blason, etc., avant que de lire l'histoire particulière. Le numerose critiche ridussero la fama dell'opera, la quale continuò però a trovare sostenitori anche presso scrittori protestanti, come il luterano Teodoro Grugero, che pubblicò la Commentatio historica de successione Pontificum Romanorum, secundum vaticinia Malachiae, a dubiis Menestrerii, Carrieri, aliorumque vindicata (Wittenberge, 1723).

## I motti
La profezia descriverebbe ciascuno dei 111 (o 112, se si include anche il testo conclusivo, che non è un motto) futuri pontefici attraverso un breve motto scritto in latino. Questi motti andrebbero da papa Celestino II (1143-1144) fino alla presunta fine dei tempi.
Nel seguito vengono presentati separatamente i motti dei primi 74 papi e quelli dei papi successivi, in quanto i primi sono corredati anche di un breve testo interpretativo. La linea di demarcazione corrisponde solo approssimativamente alla data di pubblicazione della profezia.
Non tutti i motti hanno la stessa precisione: quelli riferiti ai papi sino quasi alla fine del XVI secolo sono molto accurati, indicando quasi sempre qualcosa che allude in maniera diretta al loro stemma o al loro cognome, mentre i motti per i pontefici successivi sono molto più vaghi e approssimativi.

### Motti interpretati da Chacon (1143-1590)
I motti relativi ai 74 papi e antipapi regnanti fino al 1590, cioè cinque anni prima della pubblicazione della profezia, sono accompagnati da un'interpretazione latina che Arnoldo Wion afferma di aver ricevuto dal domenicano Alfonso Chacón. Spesso si tratta di piccoli enigmi o di veri e propri giochi di parole:
| Motto                                                                 | A chi viene abbinato da Wion                                                   | Interpretazione di Alfonso Chacón                                                          | Spiegazione del testo di Chacón |
| --------------------------------------------------------------------- | ------------------------------------------------------------------------------ | ------------------------------------------------------------------------------------------ | --- |
| Ex castro Tiberis ("Dal castello sul Tevere")                         | Celestino II (Guido Guelfucci o Guido Ghefucci, 1143-1144)                     | Typhernas.                                                                                 | Era nato a Città di Castello (Tifernum, in latino), sul Tevere. |
| Inimicus expulsus ("Il nemico cacciato")                              | Lucio II (Gherardo Caccianemici, 1144-1145)                                    | De familia Caccianemica.                                                                   | Di cognome Caccianemici. |
| Ex magnitudine montis ("Dalla grandezza del monte")                   | Eugenio III (Pietro Bernardo dei Paganelli, 1145-1153)                         | Patria Ethruscus oppido Montis magni.                                                      | Nato a Montemagno, presso Pisa. |
| Abbas Suburranus ("Abate suburrano")                                  | Anastasio IV (Corrado della Suburra, 1153-1154)                                | De familia Suburra.                                                                        | Di cognome Suburra. |
| De rure albo ("Dalla campagna di Albo")                               | Adriano IV (Nicholas Breakspear, 1154-1159)                                    | Vilis natus in oppido Sancti Albani.                                                       | Di umile origine inglese (quindi "albionico"), era nato ad Abbots Langley, nel territorio della città di St Albans. Fu nominato cardinale col titolo di vescovo della sede suburbicaria di Albano.                                                                         |
| Ex tetro carcere ("Dal tetro carcere")                                | Vittore IV (antipapa) (Ottaviano de' Monticello, 1159-1164)                    | Fuit Cardinalis S. Nicolai in carcere Tulliano.                                            | Cardinale di san Nicola in Carcere. |
| De via Transtiberina ("Dalla via di Trastevere")                      | Pasquale III (antipapa) (Guido da Crema, 1164-1168)                            | Guido Cremensis Cardinalis S.Mariae Transtiberim.                                          | Cardinale di santa Maria in Trastevere. I nomi di Pasquale III e Callisto III, qui riportati nel corretto ordine cronologico, sono scambiati fra loro nel libro di Wion, probabilmente per un errore materiale suo o del tipografo.                                        |
| De Pannonia Tusciae ("L'Ungheria della Tuscia")                       | Callisto III (antipapa) (Giovanni di Strumi, 1168-1178)                        | Antipapa. Hungarus natione, Episcopus Card. Tusculanus.                                    | Ungherese (pannone), sarebbe stato cardinale di Tuscolo, antico nome della sede suburbicaria di Frascati. In realtà fu cardinale nella sede di Albano, ad una dozzina di chilometri da Frascati.                                                                           |
| Ex ansere custode ("Dall'oca guardiana")                              | Alessandro III (Rolando Bandinelli, 1159-1181)                                 | De familia Paparona.                                                                       | Il motto di Malachia si riferisce alle oche del Campidoglio perché questo papa era stato cardinale con il titolo di san Marco Evangelista al Campidoglio. I suoi discendenti, poi, assunsero anche il cognome Paparoni, cui è talvolta associato uno stemma con un'anatra. |
| Lux in ostio ("Luce in ostio")                                        | Lucio III (Ubaldo Allucingoli, 1181-1185)                                      | Lucensis Card. Ostiensis.                                                                  | Nato a Lucca (lucensis), fu cardinale di Ostia. Di cognome Allucingoli (pare), scelse il nome Lucio. |
| Sus in cribro ("Il maiale nel crivello")                              | Urbano III (Umberto Crivelli, 1185-1187)                                       | Mediolanensis, familia Cribella, quae Suem pro armis gerit.                                | Il crivello ("cribro") allude al cognome Crivelli. De Novaes, però, nega che nel loro stemma vi fosse l'immagine di un maiale (sus). |
| Ensis Laurentii ("La spada di Lorenzo")                               | Gregorio VIII (Alberto de Morra, 1187-1187)                                    | Card. S. Laurentii in Lucina, cuius insignia enses falcati.                                | Cardinale di san Lorenzo in Lucina, aveva due spade ricurve (enses falcati) nello stemma. |
| De Schola exiet ("Uscirà dalla scuola")                               | Clemente III (Paolo Scolari, 1187-1191)                                        | Romanus, domo Scholari.                                                                    | Di cognome Scolari. |
| De rure bovense ("Dalla campagna bovense")                            | Celestino III (Giacinto di Pietro di Bobone, 1191-1198)                        | Familia Bovensi.                                                                           | Di cognome Bobone, famiglia che possedeva ampi latifondi. |
| Comes signatus ("Il conte segnato")                                   | Innocenzo III (Lotario conti di Segni, 1198-1216)                              | Familia Comitum Signiae.                                                                   | Apparteneva alla famiglia dei conti di Segni. |
| Canonicus de latere ("Il canonico a latere")                          | Onorio III (Cencio Savelli, 1216-1227)                                         | Familia Sabella, Canonicus S.Ioannis Lateranensis.                                         | Secondo Chacon sarebbe stato un canonico lateranense, ma la notizia non è storicamente confermata. |
| Avis Ostiensis ("L'uccello di Ostia")                                 | Gregorio IX (Ugolino di Anagni, 1227-1241)                                     | Familia Comitum Signiae, Episcopus Card. Ostiensis.                                        | Cardinale di Ostia, aveva un'aquila nello stemma. |
| Leo Sabinus ("Il leone sabino")                                       | Celestino IV (Goffredo Castiglioni di Milano, 1241-1242)                       | Mediolanensis, cuius insignia Leo, Episcopus Card. Sabinus.                                | Vescovo di Sabina, aveva un leone nello stemma. |
| Comes Laurentius ("Il conte Lorenzo")                                 | Innocenzo IV (Sinibaldo Fieschi dei conti di Lavagna, 1242-1254)               | Domo Flisca, Comes Lavaniae, Cardinalis S. Laurentii in Lucina.                            | Conte di Lavagna, cardinale di san Lorenzo in Lucina. |
| Signum Ostiense ("Il segno di Ostia")                                 | Alessandro IV (Rinaldo dei signori di Jenne, 1254-1261)                        | De comitibus Signiae, Episcopus Card. Ostiensis.                                           | Cardinale di Ostia, era probabilmente figlio di una sorella di Gregorio IX. Questa parentela fece sì che alcuni biografi, nel corso dei secoli, lo abbiano erroneamente considerato del casato dei conti di Segni.                                                         |
| Hierusalem Campaniae ("Gerusalemme di Champagne")                     | Urbano IV (Jacques Pantaléon, 1261-1264)                                       | Gallus, Trecensis in Campania, Patriarcha Hierusalem.                                      | Patriarca di Gerusalemme, era originario di Troyes (trecensis), nella regione della Champagne. |
| Draco depressus ("Il drago abbattuto")                                | Clemente IV (Guido le Gros di Saint-Gilles, 1265-1268)                         | Cuius insignia Aquila unguibus Draconem tenens.                                            | Nel suo stemma appare un drago nelle grinfie di un'aquila. |
| Anguinus vir ("L'uomo serpentino")                                    | Gregorio X (Teobaldo Visconti di Piacenza, 1271-1276)                          | Mediolanensis, Familia vicecomitum, quae anguem pro insigni gerit.                         | Lo stemma dei Visconti di Milano reca una vipera che ingoia un uomo. Gregorio X, però, non era loro parente. |
| Concionator Gallus ("Il predicatore francese")                        | Innocenzo V (Pietro di Tarantasia, 1276-1276)                                  | Gallus, ordinis Praedicatorum.                                                             | Di origine francese (gallus), era un frate predicatore (concionator). |
| Bonus Comes ("Il conte buono")                                        | Adriano V (Ottobono dei conti Fieschi, 1276-1276)                              | Ottobonus familia Flisca, ex Comitibus Lavaniae.                                           | Discendente dei conti di Lavagna (comes). Il termine bonus può riferirsi al nome di battesimo, Ottobono. |
| Piscator Tuscus ("Il pescatore etrusco")                              | Giovanni XXI (Pedro Julião, 1276-1277)                                         | Antea Ioannes Petrus Episcopus Card. Tusculanus.                                           | Di nome Pietro, come il Pescatore per eccellenza, era cardinale di Tuscolo, città etrusca nei pressi di Frascati. |
| Rosa composita ("La rosa composta")                                   | Niccolò III (Giovanni Gaetano Orsini, 1277-1280)                               | Familia Ursina, quae rosam in insigni gerit, dictus compositus.                            | Nel suo stemma c'è una rosa. Pare fosse noto per la sua compostezza. |
| Ex telonio liliacei Martinii ("Dalla tesoreria di Martino dai gigli") | Martino IV (Simon de Brion, 1281-1285)                                         | Cuius insignia lilia, canonicus, et thesaurarius S.Martini Turonen.                        | Fu tesoriere della basilica di san Martino di Tours, in Francia. Il giglio era l'emblema dei re di Francia. |
| Ex rosa leonina ("Dalla rosa del leone")                              | Onorio IV (Giacomo Savelli, 1285-1287)                                         | Familia Sabella insignia rosa a leonibus gestata.                                          | Lo stemma dei nobili Savelli raffigura una rosa portata da due leoni. |
| Picus inter escas ("Il picchio fra le esche")                         | Niccolò IV (Girolamo Masci, 1288-1292)                                         | Picenus, patria Esculanus.                                                                 | Piceno, nato ad Ascoli. Gioco di parole fra i termini latini picus ("picchio") e picenus ("piceno"), e fra esca, esculanus ed asculanus (nativo di Ascoli, città nel Piceno).                                                                                              |
| Ex eremo celsus ("Innalzato dall'eremo")                              | Celestino V (Pier da Morrone, 1294-1294)                                       | Vocatus Petrus de Morrone Eremita.                                                         | Prima di essere innalzato (celsus) al soglio pontificio era un eremita. |
| Ex undarum benedictione ("La benedizione dalle onde")                 | Bonifacio VIII (Benedetto Caetani, 1294-1303)                                  | Vocatus prius Benedictus, Caetanus, cuius insignia undae.                                  | Nel suo stemma sono presenti delle onde marine e il suo nome di battesimo era Benedetto. |
| Concionator patereus ("Il predicatore di Patara")                     | Benedetto XI (Nicolò Beccassini, 1303-1304)                                    | Qui vocabatur Frater Nicolaus, ordinis Praedicatorum.                                      | Era un frate predicatore (concionator) di nome Nicolò, come il santo nato a Patara, in Licia. |
| De fessis aquitanicis ("Delle fasce di Aquitania")                    | Clemente V (Bertrando di Got, 1305-1314)                                       | Natione aquitanus, cuius insignia fessae erant.                                            | Clemente V era nato in Aquitania e il suo stemma è costituito da fasce parallele. |
| De sutore osseo ("Del calzolaio osseo")                               | Giovanni XXII (Jacques d'Euse, 1316-1334)                                      | Gallus, familia Ossa, Sutoris filius.                                                      | Di cognome d'Euse (che suona come de os cioè "d'osso"), era figlio di un calzolaio (sutore). |
| Corvus schismaticus ("Il corvo scismatico")                           | Niccolò V (antipapa) (Pietro Rinalducci, 1328-1330)                            | Qui vocabatur F.Petrus de corbario, contra Ioannem XXII. Antipapa Minorita.                | Nacque a Corvaro, frazione di Borgorose, e fu tra i principali responsabili dello scisma d'Occidente. |
| Frigidus Abbas ("L'abate freddo")                                     | Benedetto XII (Jacques Fournier, 1334-1342)                                    | Abbas Monasterii fontis frigidi.                                                           | Era abate di Fontfroide ("fonte fredda"). |
| De rosa Attrebatensi ("Della rosa di Arras")                          | Clemente VI (Pietro Roger di Beaufort, 1342-1352)                              | Episcopus Attrebatensis, cuius insignia Rosae.                                             | Vescovo di Arras, nel suo stemma sono raffigurate delle rose. |
| De montibus Pammachii ("Dei monti del Pammacchio")                    | Innocenzo VI (Étienne Aubert, 1352-1362)                                       | Cardinalis SS.Ioannis et Pauli. Titulus Panmachii, cuius insignia sex montes erant.        | Prima dell'elezione era cardinale dei santi Giovanni e Paolo, titolo anticamente soprannominato di san Pammachio. Chacon sembra affermare che, nello stemma di Innocenzo VI, sarebbero campeggiate sei montagne, ma l'informazione è errata.                               |
| Gallus Vicecomes ("Visconte francese")                                | Urbano V (Guillaume de Grimoard, 1362-1370)                                    | Nuncius Apostolicus ad Vicecomites Mediolanenses.                                          | Francese (gallus), fu nunzio apostolico presso i Visconti di Milano. |
| Novus de virgine forti ("Nuovo dalla vergine forte")                  | Gregorio XI (Pierre Roger de Beaufort, 1370-1378)                              | Qui vocabatur Petrus Belfortis, Cardinalis S.Mariae Novae.                                 | Era cardinale di santa Maria Nuova e il suo cognome era Beaufort ("Belforte"). |
| De cruce Apostolica ("Della croce apostolica")                        | Clemente VII (antipapa) (Roberto dei conti di Ginevra, 1378-1394)              | Qui fuit Presbyter Cardinalis SS.XII Apostolorum, cuius insignia Crux.                     | Cardinale col titolo della basilica dei Santi XII Apostoli, il suo stemma raffigurava una croce. |
| Luna Cosmedina ("La luna cosmedina")                                  | Benedetto XIII (antipapa) (Pedro Martínez de Luna y Pérez de Gotor, 1394-1417) | Antea Petrus de Luna, Diaconus Cardinalis S.Mariae in Cosmedin.                            | Di cognome Luna, cardinale diacono di santa Maria in Cosmedin. |
| Schisma Barchinonium ("Lo scisma di Barcellona")                      | Clemente VIII (antipapa) (Gil Sànchez de Muñoz, 1423-1429)                     | Antipapa, qui fuit Canonicus Barchinonensis.                                               | Antipapa proveniente da Barcellona, anticamente nota col nome di Barchino. |
| De inferno praegnanti ("Pregnante dell'inferno")                      | Urbano VI (Bartolomeo Prignano, 1378-1389)                                     | Neapolitanus Pregnanus, natus in loco qui dicitur Infernus.                                | Il suo cognome era Prignano ed era nato in una frazione chiamata Inferno. |
| Cubus de mixtione ("Un cubo dalla mescolanza")                        | Bonifacio IX (Pietro Tomacelli, 1389-1404)                                     | Familia tomacella à Genua Liguriae orta, cuius insignia Cubi.                              | Nello stemma dei Tomacelli erano presenti dei quadrati di due colori che componevano uno scaccato, il quale sembrava un sovrapporsi di cubi (la mixtione). Ogni membro della famiglia era un cubo del complesso.                                                           |
| De meliore sydere ("Dalla stella migliore")                           | Innocenzo VII (Cosimo de' Migliorati, 1404-1406)                               | Vocatus Cosmatus de melioratis Sulmonensis, cum insignia Sydus.                            | Il suo cognome era Migliorati e nel suo stemma era presente una stella. |
| Nauta de Ponte nigro ("Navigatore di Negroponte")                     | Gregorio XII (Angelo Correr, 1406-1415)                                        | Venetus, commendatarius ecclesiae Nigropontis.                                             | Nacque a Venezia e fu cardinale commendatario di Negroponte. |
| Flagellum solis ("Il flagello del sole")                              | Alessandro V (antipapa) (Pietro Filargo da Candia, 1409-1410)                  | Graecus Archiepiscopus Mediolanensis, insignia Sol.                                        | Nel suo stemma i raggi ondulati del sole sono simili a fruste. |
| Cervus Sirenae ("Il cervo della sirena")                              | Giovanni XXIII (antipapa) (Baldassarre Cossa, 1410-1415)                       | Diaconus Cardinalis S.Eustachii, qui cum cervo depingitur, Bononiae legatus, Neapolitanus. | Era cardinale di sant'Eustachio, santo tradizionalmente raffigurato vicino ad un cervo. Proveniva inoltre da Procida, di fronte a Capri, detta Isola delle Sirene. |
| Corona veli aurei ("La corona del velo d'oro")                        | Martino V (Oddone Colonna, 1417-1431)                                          | Familia Colonna, Diaconus Cardinalis S.Georgii ad velum aureum.                            | Cardinale di san Giorgio al Velabro, nel suo stemma c'era una corona dorata. |
| Lupa Coelestina ("La lupa celestina")                                 | Eugenio IV (Gabriele Condolmer, 1431-1447)                                     | Venetus, canonicus antea regularis Coelestinus, et Episcopus Senensis.                     | Fece inizialmente parte della congregazione dei monaci celestini. La lupa si riferisce al fatto che fu vescovo di Siena. |
| Amator Crucis ("Amatore della croce")                                 | Felice V (antipapa) (Amedeo VIII di Savoia, 1440-1449)                         | Vocabatur Amadaeus Dux Sabaudiae, insignia Crux.                                           | Lo stemma dei Savoia è una croce. |
| De modicitate Lunae ("Della modicità della luna")                     | Niccolò V (Tommaso Parentuccelli, 1447-1455)                                   | Lunensis de Sarzana, humilibus parentibus natus.                                           | Nato in Lunigiana (lunae) da famiglia povera (modicitate). |
| Bos pascens ("Il bue al pascolo")                                     | Callisto III (Alfons de Borja y Cabanilles, 1455-1458)                         | Hispanus, cuius insignia Bos pascens.                                                      | Nello stemma della famiglia Borgia è raffigurato un bue rosso che pascola. |
| De Capra et Albergo ("Della capra e dell'albergo")                    | Pio II (Enea Silvio Piccolomini, 1458-1464)                                    | Senensis, qui fuit à Secretis Cardinalibus Capranico et Albergato.                         | Fu segretario dei cardinali Capranica e Albergatti. |
| De Cervo et Leone ("Del cervo e del leone")                           | Paolo II (Pietro Barbo, 1464-1471)                                             | Venetus, qui fuit Commendatarius ecclesiae Cerviensis, et cardinalis tituli S.Marci.       | Paolo II era stato cardinale di san Marco (che ha per simbolo un leone alato) e commendatario della chiesa di Cervia. |
| Piscator minorita ("Pescatore minorita")                              | Sisto IV (Francesco della Rovere, 1471-1484)                                   | Piscatoris filius, Franciscanus.                                                           | Francescano degli ordini minori, era figlio di un pescatore. |
| Praecursor Siciliae ("Il precursore di Sicilia")                      | Innocenzo VIII (Giovanni Battista Cybo, 1484-1492)                             | Qui vocabatur Ioannes Baptista, et vixit in curia Alfonsi regis Siciliae.                  | Di nome Giovanni Battista, come il Precursore, visse alla corte di Alfonso V d'Aragona, re delle due Sicilie. |
| Bos Albanus in portu ("Il bue albano in porto")                       | Alessandro VI (Roderic Llançol de Borja, 1492-1503)                            | Episcopus Cardinalis Albanus et Portuensis, cuius insignia Bos.                            | Nel suo stemma è raffigurato il bue (bos), stemma dei Borgia, e fu cardinale vescovo di Albano Laziale prima, e di Porto-Santa Rufina poi. |
| De parvo homine ("Dell'uomo piccolo")                                 | Pio III (Francesco Todeschini Piccolomini, 1503-1503)                          | Senensis, familia piccolominea.                                                            | Di cognome Piccolomini (parvo homine). |
| Fructus Jovis juvabit ("Il frutto di Giove sarà gradito")             | Giulio II (Giuliano della Rovere, 1503-1513)                                   | Ligur, eius insignia Quercus, Iovis arbor.                                                 | Il rovere è una varietà di quercia, albero sacro a Giove. Giuliano ne era il "frutto". |
| De craticula Politiana ("Della graticola poliziana")                  | Leone X (Giovanni de' Medici, 1513-1521)                                       | Filius Laurentii Medicei, et scholari Angeli Politiani.                                    | Il padre di Leone X si chiamava Lorenzo, come il santo martirizzato sulla graticola. L'espressione politiana, invece, si collegherebbe ad Angelo Poliziano, di cui Leone X fu discepolo.                                                                                   |
| Leo Florentius ("Leone fiorentino")                                   | Adriano VI (Adriaan Florenszoon Boeyens d'Edel, 1522-1523)                     | Florentii filius, eius insignia Leo.                                                       | Aveva un leone nello stemma ed era figlio di un tale Florens. |
| Flos pilae ("Il fiore della palla")                                   | Clemente VII (Giulio de' Medici, 1523-1534)                                    | Florentinus de domo Medicea, eius insignia pila et lilia.                                  | Lo stemma della famiglia de' Medici presenta palle e gigli. |
| Hiacinthus medicorum ("Il giglio dei medici")                         | Paolo III (Alessandro Farnese, 1534-1549)                                      | Farnesius, qui lilia pro insignibus gestat, et Card. fuit SS.Cosmae et Damiani.            | Il suo stemma aveva sei gigli e fu cardinale dei santi Cosma e Damiano, due gemelli medici. |
| De corona montana ("Della corona dei monti")                          | Giulio III (Giovanni Maria Ciocchi del Monte, 1550-1555)                       | Antea vocatus Ioannes Maria de Monte.                                                      | Allusione al cognome Del Monte, nel cui stemma compaiono tre monti e due corone di alloro. |
| Frumentum floccidum ("Frumento di nessun valore")                     | Marcello II (Marcello Cervini degli Spannocchi, 1555-1555)                     | Cuius insignia cervus et frumentum, ideo floccidum, quod pauco tempore vixit in papatu.    | Oltre al cervo (dal cognome "Cervini"), il suo stemma contiene nove spighe di frumento, ma il suo pontificato fu così breve da non portare risultati (il frumento senza valore).                                                                                           |
| De fide Petri ("Della fede di Pietro")                                | Paolo IV (Gian Pietro Carafa, 1555-1559)                                       | Antea vocatus Ioannes Petrus Caraffa.                                                      | Di nome Pietro, era stato il primo presidente del Tribunale della Fede, detto Sant'Uffizio, istituito nel 1540. |
| Esculapii pharmacum ("Il farmaco di Esculapio")                       | Pio IV (Giovanni Angelo de' Medici, 1559-1565)                                 | Antea dictus Ioannes Angelus Medices.                                                      | Il motto sembra alludere al cognome de' Medici: Esculapio era infatti il dio protettore della medicina. |
| Angelus nemorosus ("L'angelo boscoso")                                | Pio V (Antonio Michele Ghislieri, 1566-1572)                                   | Michael vocatus, natus in oppido Boschi.                                                   | Di secondo nome Michele, come l'arcangelo, era nato a Bosco, in provincia di Alessandria. |
| Medium corpus pilarum ("Il mezzo corpo delle palle")                  | Gregorio XIII (Ugo Boncompagni, 1572-1585)                                     | Cuius insignia medius Draco, Cardinalis creatus à Pio IIII, qui pila in armi gestabat.     | Aveva nello stemma un mezzo drago ed era stato creato cardinale da un papa della famiglia Medici, nel cui stemma ci sono sei sfere. |
| Axis in medietate signi ("L'asse nel mezzo del segno")                | Sisto V (Felice Peretti, 1585-1590)                                            | Qui axem in medio Leonis in armis gestat.                                                  | Il suo stemma presenta una banda che divide in due un leone, che è un segno zodiacale. |
| De rore coeli ("Della rugiada del cielo")                             | Urbano VII (Giovanni Battista Castagna, 1590-1590)                             | Qui fuit Archiepiscopus Rossanensis in Calabria, ubi manna colligitur.                     | Urbano VII fu arcivescovo di Rossano, cittadina nelle cui campagne si raccoglie la manna. |

### Motti successivi (dal 1590 in poi)
Di seguito, i motti relativi a 38 pontefici successivi, regnanti dal 1590 in poi. Poiché, a differenza dell'esattezza dei precedenti, l'interpretazione di questi motti è del tutto arbitraria, si è preferito non avallare alcuna opinione, lasciando solamente i motti riportati da Wion e i relativi abbinamenti:
| Motto | A chi risulta abbinato per sequenza di elezione                |
| --- | -------------------------------------------------------------- |
| Ex antiquitate Urbis ("Dall'antichità della città")                                                         | Gregorio XIV (Niccolò Sfondrati, 1590-1591)                    |
| Pia civitas in bello ("Pia città in guerra")                                                                | Innocenzo IX (Giovanni Antonio Facchinetti, 1591)              |
| Crux Romulea ("Croce di Romolo")                                                                            | Clemente VIII (Ippolito Aldobrandini, 1592-1605)               |
| Undosus vir ("Uomo ondoso")                                                                                 | Leone XI (Alessandro de' Medici, 1605)                         |
| Gens perversa ("Stirpe perversa")                                                                           | Paolo V (Camillo Borghese, 1605-1621)                          |
| In tribulatione pacis ("Nella tribolazione della pace")                                                     | Gregorio XV (Alessandro Ludovisi, 1621-1623)                   |
| Lilium et rosa ("Il giglio e la rosa")                                                                      | Urbano VIII (Maffeo Barberini, 1623-1644)                      |
| Jucunditas crucis ("Giocondità della croce")                                                                | Innocenzo X (Giovanni Battista Pamphilj, 1644-1655)            |
| Montium Custos ("Custode dei monti")                                                                        | Alessandro VII (Fabio Chigi, 1655-1667)                        |
| Sydus olorum ("Stella dei cigni")                                                                           | Clemente IX (Giulio Rospigliosi, 1667-1669)                    |
| De flumine magno ("Del grande fiume")                                                                       | Clemente X (Emilio Altieri, 1670-1676)                         |
| Bellua insatiabilis ("Bestia insaziabile")                                                                  | Innocenzo XI (Benedetto Odescalchi, 1676-1689)                 |
| Poenitentia gloriosa ("Penitenza gloriosa")                                                                 | Alessandro VIII (Pietro Ottoboni, 1689-1691)                   |
| Rastrum in porta ("Il rastrello nella porta")                                                               | Innocenzo XII (Antonio Pignatelli di Spinazzola, 1691-1700)    |
| Flores circumdati ("Fiori circondati")                                                                      | Clemente XI (Giovanni Francesco Albani, 1700-1721)             |
| De bona religione ("Della buona religione")                                                                 | Innocenzo XIII (Michelangelo Conti, 1721-1724)                 |
| Miles in bello ("Soldato in guerra")                                                                        | Benedetto XIII (Pier Francesco Orsini, 1724-1730)              |
| Columna excelsa ("Colonna eccelsa")                                                                         | Clemente XII (Lorenzo Corsini, 1730-1740)                      |
| Animal rurale ("Animale di campagna")                                                                       | Benedetto XIV (Prospero Lambertini, 1740-1758)                 |
| Rosa Umbriae ("Rosa dell'Umbria")                                                                           | Clemente XIII (Carlo della Torre di Rezzonico, 1758-1769)      |
| Ursus velox ("Orso veloce")                                                                                 | Clemente XIV (Giovanni Vincenzo Antonio Ganganelli, 1769-1774) |
| Peregrinus apostolicus ("Pellegrino apostolico")                                                            | Pio VI (Giovanni Angelo Braschi, 1775-1799)                    |
| Aquila rapax ("Aquila rapace")                                                                              | Pio VII (Gregorio Barnaba Chiaramonti, 1800-1823)              |
| Canis et coluber ("Cane e serpente")                                                                        | Leone XII (Annibale della Genga, 1823-1829)                    |
| Vir religiosus ("Uomo religioso")                                                                           | Pio VIII (Francesco Saverio Castiglioni, 1829-1830)            |
| De balneis Ethruriae ("Dei bagni dell'Etruria")                                                             | Gregorio XVI (Bartolomeo Alberto Cappellari, 1831-1846)        |
| Crux de cruce ("Croce dalla croce")                                                                         | Pio IX (Giovanni Maria Mastai Ferretti, 1846-1878)             |
| Lumen in coelo ("Luce nel cielo")                                                                           | Leone XIII (Gioacchino Pecci, 1878-1903)                       |
| Ignis ardens ("Fuoco ardente")                                                                              | Pio X (Giuseppe Sarto, 1903-1914)                              |
| Religio depopulata ("La religione devastata", o "La religione spopolata")                                   | Benedetto XV (Giacomo Della Chiesa, 1914-1922)                 |
| Fides intrepida ("Fede coraggiosa")                                                                         | Pio XI (Achille Ratti, 1922-1939)                              |
| Pastor angelicus ("Pastore angelico")                                                                       | Pio XII (Eugenio Pacelli, 1939-1958)                           |
| Pastor et nauta ("Pastore e navigante")                                                                     | Giovanni XXIII (Angelo Giuseppe Roncalli, 1958-1963)           |
| Flos florum ("Fiore dei fiori")                                                                             | Paolo VI (Giovanni Battista Montini, 1963-1978)                |
| De medietate Lunae ("Del medio periodo della luna", o "Dello stato intermedio della luna")                  | Giovanni Paolo I (Albino Luciani, 1978)                        |
| De labore solis ("Della fatica del sole", o "Della sofferenza del sole", o "Dell'eclissi di sole")          | Giovanni Paolo II (Karol Wojtyła, 1978-2005)                   |
| Gloria olivae ("Gloria dell'ulivo")                                                                         | Benedetto XVI (Joseph Ratzinger, 2005-2013)                    |
| In persecutione extrema S.R.E. sedebit. ("Siederà durante l'ultima persecuzione della Santa Romana Chiesa") | Francesco (Jorge Mario Bergoglio, 2013-2025)                   |

## L'ultima "profezia"
Dopo il motto "In persecutione extrema S.R.E. sedebit." l'elenco si conclude con il testo:
Il testo non contiene alcuna nuova profezia ed è un semplice memento che, prima o poi, la sequenza dei papi sarà destinata a concludersi. Lo stesso nome, Petrus Romanus, potrebbe non indicare alcuna caratteristica del pontefice e potrebbe significare soltanto "il papa che c'è a Roma". Anticamente, infatti, era bene specificare il papa "di Roma" per distinguerlo da eventuali antipapi scismatici in altre parti d'Europa. Gli eventi descritti, poi, sono gli stessi segnalati nell'Apocalisse, in cui la distruzione di Babilonia la Grande, una città appunto costruita su sette colli (Ap 17, 9), precede il giudizio universale.

## Speculazioni
Nell'elenco di papi che Wion abbina ai primi 74 motti della profezia sono presenti dieci antipapi. Se il documento non fosse un falso storico, si potrebbe mettere in dubbio che i motti di Malachia possano essere riferiti anche ad antipapi, mischiandoli con i papi successivamente riconosciuti. In tal caso gli abbinamenti di Wion sarebbero errati e i motti sarebbero da riassegnare, mentre mancherebbero ancora dieci papi prima che la lista dei papi futuri sia esaurita.
Togliendo gli antipapi verrebbe a modificarsi l'attribuzione classica: per esempio, Pio XII non sarebbe più Pastor Angelicus, ma Peregrinus Apostolicus, mentre Paolo VI non sarebbe più Flos Florum, bensì Canis et Coluber. Questa ipotesi, tuttavia, è in contrasto sia con l'opinione prevalente che il testo sia un falso, sia con l'ottima concordanza fra motti e papi prima del 1590.